# Серии Оцеляване (1988)
Сериите Оцеляване (1988) (на английски: Survivor Series) е второто годишно pay-per-view събитие от поредицата Серии Оцеляване, продуцирано от Световната федерация по кеч (WWF). То се провежда в нощта на Денят на благодарността, 24 ноември 1988 г. в Ричфийлд Тауншип, Охайо.

## Обща информация
Основното събитие е Сървайвър елиминационен мач 10 срещу 10, между отбор с капитани Мега Силните (Хълк Хоган и Световния шампион в тежка категория на WWF Ренди Савидж) и отбор, с капитани Кулите близнаци (Акийм и Биг Бос Мен). Хоган и Савидж са оцелелите от мача. Ъндъркарда се състои от още три мача от Сериите Оцеляване.

## Резултати
| №                                         | Резултати | Правила                                 | Време |
| ----------------------------------------- | --- | --------------------------------------- | ----- |
| 1                                         | Блу Блейзър, Брутъс Бийфкейк, Джим Брънзъл, Сам Хюстън и Ултимейт Уориър побеждават Хонки Тонк Мен, Рон Бас, Опасният Дани Дейвис, Бад Нюз Браун и Грег Валънтайн (с Джими Харт) | Сървайвър елиминационен мач 5 срещу 5   | 17:50 |
| 2                                         | Силите на болката (Варваринът и Военачалникът), Рокерите (Марти Джанети и Шон Майкълс), Британските булдози (Дейви Бой Смит и Динамитеното хлапе), Фондацията Харт (Брет Харт и Джим Найдхарт) и Младите жребци (Джим Пауърс и Пол Рома) поб. Разрушителите (Екс и Смаш), Разбивачите на мозъци (Арн Андерсън и Тъли Бланшард), Болшевиките (Борис Жуков и Николай Волкоф), Невероятните Ружо (Жак и Реймънд) и Конкистадорите (Дос и Уно) (с Боби Хийнън, Мистър Фуджи, Слик и Джими Харт) | Сървайвър елиминационен мач 10 срещу 10 | 42:12 |
| 3                                         | Андре Гиганта, Дино Браво, Мистър Пърфект, Рик Руд и Харли Рейс (с Боби Хийнън и Френчи Мартин) поб. Джейк Робъртс, Джим Дъгън, Кен Патера, Скот Кейси и Тито Сантана | Сървайвър елиминационен мач 5 срещу 5   | 30:03 |
| 4                                         | Херкулес, Хилбили Джим, Коко Б. Уеър, Хълк Хоган и Ренди Савидж (с Мис Елизабет) поб. Акийм, Биг Бос Мен, Хаку, Червеният петел и Тед Дибиаси (с Боби Хийнън, Слик и Върджил) | Сървайвър елиминационен мач 5 срещу 5   | 29:10 |
| - (ш) – указва шампиона/шампионите в мача | |                                         |       |